# Klášter Sant Esteve
Klášter Sant Esteve je španělský katalánský klášter postavený přímo ve městě Banyoles 17 km severně od Girony.
Benediktinský klášter pochází z počátku 9. století a jedná se o fundaci hraběte Odilóna z Girony. V 15. století vznikl klášterní oltářní obraz. Křížová chodba pochází až z 18. století.